# Liste der Naturdenkmale in Duingen
Die Liste der Naturdenkmale in Duingen nennt die Naturdenkmale in Duingen im Landkreis Hildesheim in Niedersachsen.

## Naturdenkmale
| Bild | Bezeichnung | Ort, Lage                                                                      | Beschreibung | Schutzzweck | Nummer    |
| ---- | ----------- | ------------------------------------------------------------------------------ | ------------ | ----------- | --------- |
| BW   | Königseiche | Duingen Borberg, am Reinsohlweg (51° 58′ 1,6″ N, 9° 41′ 10,3″ O)               |              | Schönheit   | ND-HI 155 |
| BW   | Linde       | Hoyershausen vor der Kirche (52° 1′ 7,3″ N, 9° 45′ 8,4″ O)                     |              | Schönheit   | ND-HI 177 |
| BW   | Blutbuche   | Lübbrechtsen Külftalstraße 19 (52° 2′ 1″ N, 9° 43′ 44,8″ O)                    |              | Schönheit   | ND-HI 332 |
| BW   | Blutbuche   | Weenzen Ost Auf dem Grundstück Schulstraße 35 (52° 1′ 10,8″ N, 9° 40′ 14,4″ O) |              | Schönheit   | ND-HI 398 |